# سفر به شرق (رمان)
سفر به شرق عنوان کتابی از هرمان هسه نویسنده و نقاش آلمانی-سوییسی می‌باشد. هرمان هسه یک فیلسوف و روان‌شناس است که ایده‌های خود را در قالب رمان و داستان به مخاطبان بیان می‌کند. تاثیرپذیری نویسنده کتاب «سفر به شرق» کاملاً متأثر از فرهنگ ایرانیان، زبان فارسی، اندیشه‌های ایرانی و شرق است

## خلاصه داستان
سفر به شرق عجیب‌ترین و خیال‌انگیزترین رمان هرمان هسه است که از عالم واقع به دنیای خیال می‌رود و ظرایف روح انسان را بیان می‌دارد. در قالب رومانتیسم عرضه شده، بنیان اصلی این داستان بر کشف ظرایف روح انسان قرار دارد، ولی نمی‌توان آن را یک اثر فلسفی دانست. در جستجوی عارفانه‌ای که در کالبد این اثر وجود دارد، پای استدلال و عقل به دلیل نااستواری به حقیقت راه ندارد. این داستان سرانجام با یادآوری این نکته به پایان می‌رسد که در طریق حقیقت، بی‌دلیل راه، نمی‌توان به مقصود رسید و هر اهتمامی بی‌حاصل می‌شود. این نکته که شواهد آن را در عرفان ایرانی، می‌توان بسیار یافت، یادآور قواعد پذیرفته شده مرید و مراد در دنیای عرفان است.